# Thyriopsis
Thyriopsis — рід грибів родини Asterinaceae. Назва вперше опублікована 1915 року.

## Класифікація
До роду Thyriopsis відносять 3 види:
- Thyriopsis halepensis
- Thyriopsis proteae
- Thyriopsis sphaerospora